# Ямайка на летних Олимпийских играх 1996
Ямайка принимала участие в Летних Олимпийских играх 1996 года в Атланте (США) в тринадцатый раз за свою историю, и завоевала три серебряные и одну золотую и две бронзовые медали. Сборную страны представляли 19 женщин.

## Золото
- Лёгкая атлетика, женщины, 400 метров с препятствиями — Деон Хеммингс.

## Серебро
- Лёгкая атлетика, женщины, 100 метров — Мерлин Отти.
- Лёгкая атлетика, женщины, 200 метров — Мерлин Отти.
- Лёгкая атлетика, мужчины, прыжок в длину — Джеймс Бегфорд.

## Бронза
- Лёгкая атлетика, женщины, 4×100 метров, эстафета — Мерлин Отти, Джульет Кутберт, Michelle Freeman, Nikole Mitchell, Gillian Russell и Andrea Lloyd.
- Лёгкая атлетика, мужчины, 4×400 метров, эстафета — Michael McDonald, Davian Clarke, Greg Haughton, Roxbert Martin, Dennis Blake и Garth Robinson.